# Srebrnič
Srebrnič je priimek več znanih Slovencev:
- Ana Srebrnič (*1984), šahistka velemojstrica
- Franc Srebrnič (1916—1985), duhovnik, prosvetni in gospodarski delavec
- Herman Srebrnič (1923—2013), organist in zborovodja
- Josip Srebrnič (1876—1966), škof na Krku, zgodovinar in teološki pisec
- Jože Srebrnič (1884—1944), partizan in narodni heroj Jugoslavije
- Jože Srebrnič (1902—1991), slikar, grafik in esperantist
- Jože Srebrnič (kajakaš)
- Miran Srebrnič (*1970), nogometaš in nogometni trener